# Beaver City
Beaver City é uma cidade localizada no estado americano de Nebraska, no Condado de Furnas.

## Demografia
Segundo o censo americano de 2000, a sua população era de 641 habitantes. 
Em 2006, foi estimada uma população de 594, um decréscimo de 47 (-7.3%).

## Geografia
De acordo com o United States Census Bureau, a localidade tem uma área de 2,5 km², sem área coberta por água. Beaver City localiza-se a aproximadamente 664 m acima do nível do mar.

## Localidades na vizinhança
O diagrama seguinte representa as localidades num raio de 24 km ao redor de Beaver City. 